# Gagrellula melanotarsus
Gagrellula melanotarsus is een hooiwagen uit de familie Sclerosomatidae.